# Cameron (New York)
Cameron è un comune degli Stati Uniti d'America, situato nello Stato di New York, nella contea di Steuben.